# Едзард I (Източна Фризия)
Едзард I Велики (на немски: Edzard I, „der Große“, * януари 1462 в Греетсил, † 14 февруари 1528 в Емден) е граф на Източна Фризия (1491 – 1528) от фамилията Кирксена.
Той е вторият син на граф Улрих и на Теда Укена. След ранната смърт на баща му майка му води сама управлението до около 1480 г. и го предава постепенно на неговия по-голям брат Ено.
През 1481 г. Едзард заедно с брат му Ото (Уко) следва римско право в университета в Кьолн (Universitas Studii Coloniensis). Ено умира в катастрофа през 1491 г. и Едзард, се връща през 1492 г. от поклонението си в Йерусалим, където става рицар на Светия гроб. Той поема управлението на Източна Фризия заедно с майка си и когато тя умира през 1494 г. заедно с брат си Уко.

## Фамилия
На 27 юли 1497 г. той се жени за Елизабет фон Ритберг († юли 1512), дъщеря на граф Йохан I фон Ритберг и Маргарета фон Липе. Двамата имат седем деца, три сина и четири дъщери. Съпругата му е племенница на Конрад, епископ на Мюнстер.
- Улрих, душевноболен
- Ено II (1505 – 1540), граф на Източна Фризия
- Йохан (1506 – 1572), граф на Източна Фризия
- Маргарета (* 1500, † 15 юли 1537), омъжена за Филип IV фон Валдек